# Paul et Virginie dans la forêt
Paul et Virginie dans la forêt est un tableau réalisé par le peintre français Henri Frédéric Schopin en 1841. Cette huile sur toile illustre une scène de Paul et Virginie, le roman de Jacques-Henri Bernardin de Saint-Pierre publié en 1788. Elle représente Virginie agenouillée en prière alors que Paul, qui la soutient, aperçoit l'esclave Domingue et le chien Fidèle venant les secourir au sein de la forêt tropicale de l'île de France.
Exposée au Salon de 1843, l'œuvre fait partie des collections du musée de Villèle, à Saint-Paul de La Réunion, mais elle se trouve en dépôt au musée Léon-Dierx, à Saint-Denis, sur la même île. Une copie anonyme existe au musée du Quai Branly - Jacques-Chirac, à Paris.

## Galerie

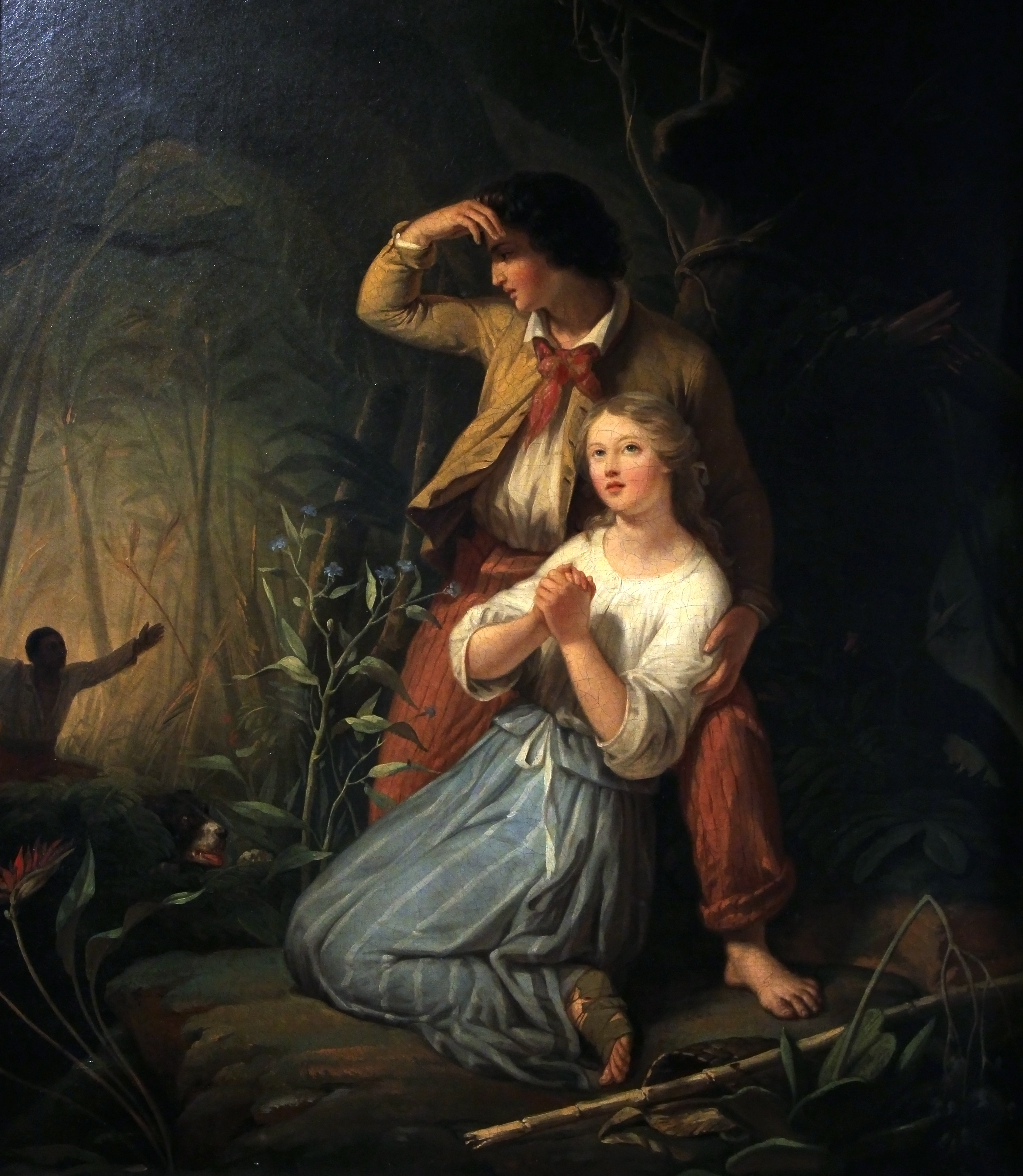
Copie anonyme, milieu du XIXe siècle – Musée du Quai Branly - Jacques-Chirac, Paris.
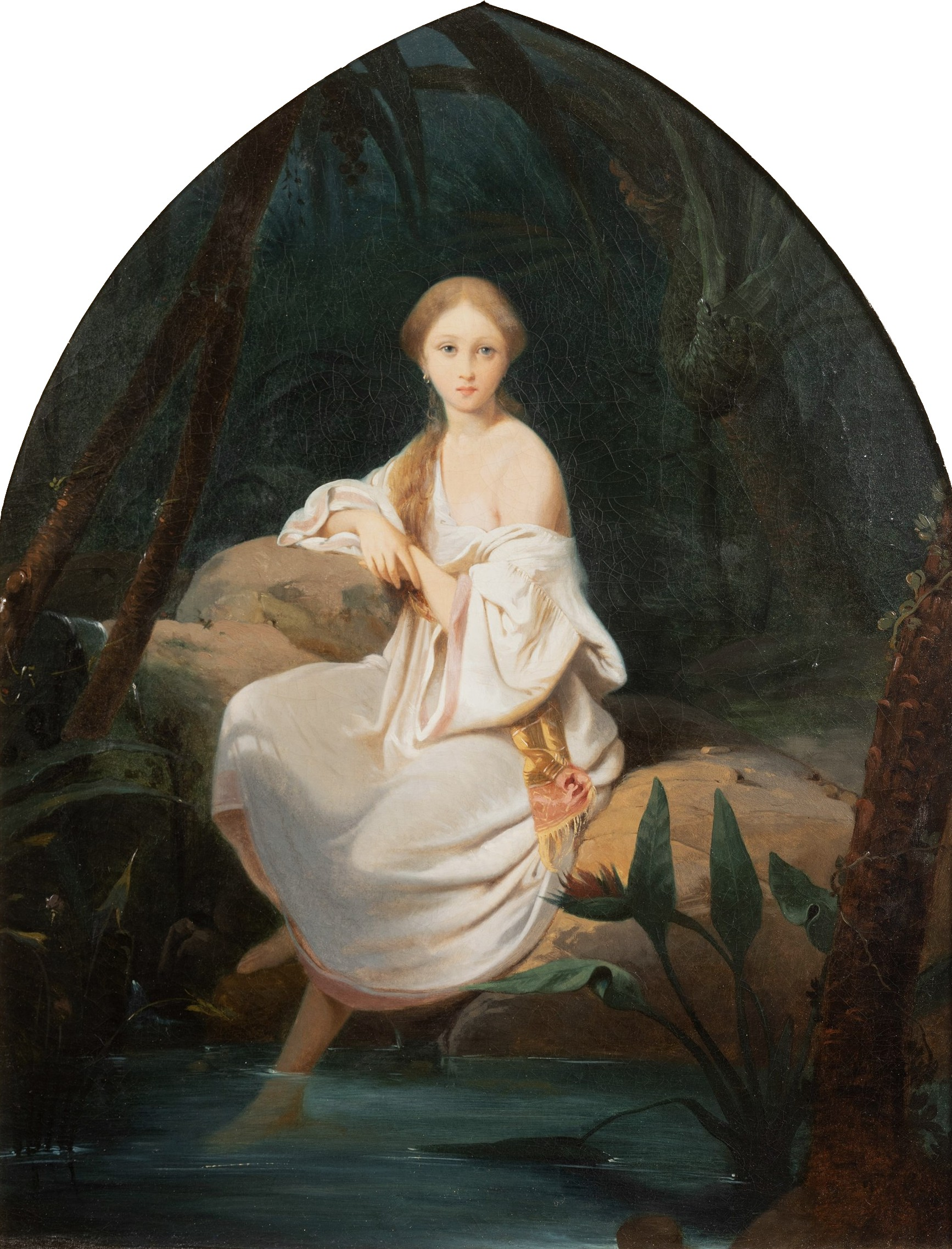
Virginie au bain, 1843-1844 – Musée Léon-Dierx, Saint-Denis.